# Suržik
Suržik (ukrajinski: суржик),  u izvornom značenju "brašno ili kruh napravljeno od miješanog žita", primjerice, pšenice i prosa), je rusko-ukrajinski miješani jezik odnosno sociolekt koji uporabljuju stanovnici istočne Ukrajine, njih ukupno između 15 i 20%.
Suržik je mješavina ukrajinskog jezika u svojstvu substratuma s ruskim jezikom u svojstvu superstratuma. Ruski vokabular je kombiniran s ukrajinskom gramatikom i izgovorom. Sličan fenomen je balačka u zapadnoj Rusiji ili trasjanka u Bjelorusiji.
Vokabularna uporaba ikojeg od ova dva jezika uvelike je različita ovisno o lokaciji, ili od osobe do osobe, ovisno o obrazovnom stupnju, osobnim iskustvima,  seoskoj ili gradskoj sredini,  podrijetlo njegovih interlokutora itd. Postotak ruskih riječi i fonetički utjecaji teže stupnjevito rasti prema istoku i jugu i oko velikih ruskogovornih gradova. Uobičajeno se govori u većini ukrajinskih seoskih područja, s izuzetkom najzapadnijih područja, gdje jezik ne sadrži elemente ruskog jezika, zatim u velikim gradskim sredinama kao što su Donjeck, Harkiv, Luhansk, a ponaosob na Krimu, gdje gotovo sve stanovništvo rabi standardni ruski. 
Razlog nastanku ovog fenomena je dugotrajna rusifikacija prostora na kojima su živjeli etnički Ukrajinci, riječ je uglavnom prostorima istočne Ukrajine i zapadne Rusije. Zajedničko podrijetlo i relativno nedavni razlaz ruskog i ukrajinskog jezika čine teškim za ustanoviti stupanj miješanja u vernakularu ove vrste.
Suržik biva često rabljen u humoristične svrhe. Primjerice, kratki književni komadi koje je napisao Les Podervjanskij.
Trasjanka je sličan fenomen u Bjelorusiji.

## Vanjske poveznice
- (ukr.) Доповіді міжнародної конференції «Сучасна українська мова в українсько-російськім

суспільстві». 15-18 березня 2009. Луганськ, 2009. 85-87.